# Primera División de Chile 1957
Primera División de Chile 1957 var den chilenska högstaligan i fotboll för herrar för säsongen 1957, som slutade med att Audax Italiano vann för fjärde gången.

## Sluttabell
| Plac. | Lag                  | S  | V  | O  | F  | GM | IM | MSK | Poäng |
| ----- | -------------------- | -- | -- | -- | -- | -- | -- | --- | ----- |
| 1     | Audax Italiano       | 26 | 15 | 4  | 7  | 51 | 42 | 9   | 34    |
| 2     | Universidad de Chile | 26 | 10 | 11 | 5  | 51 | 41 | 10  | 31    |
| 3     | Palestino            | 26 | 11 | 6  | 9  | 68 | 54 | 14  | 28    |
| 4     | Santiago Wanderers   | 26 | 11 | 5  | 10 | 43 | 37 | 6   | 27    |
| 5     | Unión Española       | 26 | 11 | 4  | 11 | 54 | 49 | 5   | 26    |
| 6     | Rangers              | 26 | 11 | 4  | 11 | 35 | 37 | -2  | 26    |
| 7     | Everton              | 26 | 12 | 2  | 12 | 49 | 62 | -13 | 26    |
| 8     | Colo-Colo            | 26 | 10 | 5  | 11 | 60 | 53 | 7   | 25    |
| 9     | Magallanes           | 26 | 10 | 5  | 11 | 43 | 58 | -15 | 25    |
| 10    | Green Cross          | 26 | 8  | 7  | 11 | 58 | 58 | 0   | 23    |
| 11    | Ferrobádminton       | 26 | 8  | 5  | 13 | 40 | 40 | 0   | 21    |
| 12    | O'Higgins            | 26 | 7  | 7  | 12 | 34 | 47 | -13 | 21    |
| 13    | Universidad Católica | 26 | 8  | 5  | 13 | 35 | 49 | -14 | 21    |
| 14    | San Luis             | 26 | 12 | 6  | 8  | 42 | 36 | 6   | 17    |

San Luis fick tretton poängs avdrag för att ha använt en icke-registrerad spelare under säsongen. Dessutom flyttades de ner efter att ha kommit sist på grund av poängavdraget (hade kommit 3:a annars).
| Primera División Vinnare av Primera División 1957 |
| ------------------------------------------------- |
| Chile                                             |
| Audax Italiano 4:e titeln                         |